# John Grunsfeld
John Mace Grunsfeld (Chicago, 10 ottobre 1958) è un ex astronauta e fisico statunitense. Ha partecipato a cinque missioni spaziali Shuttle (STS-125, STS-67, STS-109, STS-103 e STS-81) come Specialista di missione tra il 1995 e il 2009.